# Șaru Dornei (gmina)
Șaru Dornei – gmina w Rumunii, w okręgu Suczawa. Obejmuje miejscowości Gura Haitii, Neagra Șarului, Plaiu Șarului, Sărișor, Sărișoru Mare, Șaru Bucovinei i Șaru Dornei. W 2011 roku liczyła 3972 mieszkańców.